# Elacomia clytina
Elacomia clytina là một loài bọ cánh cứng trong họ Cerambycidae.